# Sveučilište u Oxfordu
Sveučilište u Oxfordu (engl. University of Oxford, lat. Universitas Oxoniensis, poznato i kao Oxford) sveučilište je u engleskom gradu Oxfordu, utemeljeno 1096. godine. Smatra se najstarijim sveučilištem na engleskom govornom području.
Danas ima status jednog od najuglednijih sveučilišta na svijetu. Redovito se uvrštva među 5 najboljih sveučilišta na svijetu. Sveučilišta u Cambridgeu i Oxfordu ponekad se zajedno nazivaju "Oxbridge". Oba imaju velik društveni i povijesni status te višestoljetno rivalstvo.
Sveučilište se sastoji od 39 nezavisnih koledža i četiri stalnih privatnih vjerskih škola (sa statusom ispod statusa koledža). Studenti koji diplomiraju na Oxfordu dobivaju kraticu Oxon., npr. "John Smith, BA (Oxon.)"
Datum osnivanja sveučilišta nije lako utvrditi, ali postoje svjedočanstva da se nastava odvijala još u 11. stoljeću. Sveučilište se naglo razvilo od 1167., kada je engleskim studentima zabranjeno pohađanje nastave na Sveučilištu u Parizu. Poslije sukoba između studenata i lokalnog stanovništva 1209., neki od profesora pobjegli su na sjeverozapad u grad Cambridge, gdje su osnovali Sveučilište Cambridge. Od toga su vremena ta dva sveučilišta veliki rivali.
Oxfordski rječnik engleskog jezika (OED) glavni je povijesni rječnik engleskog jezika, koji izdaje „Oxford University Press” (OUP), izdavačka kuća Sveučilišta u Oxfordu. Rječnik, koji je objavio svoje prvo izdanje 1884., prati povijesni razvoj engleskog jezika, pružajući sveobuhvatan izvor znanstvenicima i akademskim istraživačima, te pruža stalne opise upotrebe engleskog jezika u njegovim varijacijama diljem svijeta.